# Véronique Vendell
Véronique Vendell, pseudonimo di Véronique Duraffourd (Montpellier, 21 luglio 1942), è un'attrice francese.

## Biografia
Sin dal 1962 è apparsa in molti film francesi, ma anche diverse pellicole italiane, fra gli anni sessanta e settanta, soprattutto appartenenti al genere della commedia all'italiana.
Fra le sue partecipazioni cinematografiche, sempre in ruoli secondari, spiccano Becket e il suo re (1964) di Peter Glenville, La notte dei generali (1967) di Anatole Litvak, Mayerling (1968) di Terence Young, Barbarella (1968) di Roger Vadim, La croce di ferro (1977) di Sam Peckinpah e, in Italia, L'ombrellone (1965) di Dino Risi, Le streghe (1967) di Luchino Visconti, Vedo nudo (1969) di Dino Risi, Il commissario Pepe (1969) di Ettore Scola e Per grazia ricevuta (1970) di Nino Manfredi. La sua carriera si conclude nel 1979.

## Filmografia parziale

Véronique Vendell e Nino Manfredi nel film Vedo nudo di Dino Risi (1969)

- Poker col diavolo (Rencontres), regia di Philippe Agostini (1962)
- I 4 volti della vendetta (Victime Five) regia di Robert Lynn (1964)
- Becket e il suo re (Becket), regia di Peter Glenville (1964)
- Io la conoscevo bene, regia di Antonio Pietrangeli (1965)
- L'ombrellone, regia di Dino Risi (1965)
- Le armi segrete del generale Fiascone (Martin Soldat), regia di Michel Deville (1966)
- Barbarella, regia di Roger Vadim (1968)
- Le streghe, episodio La strega bruciata viva, regia di Luchino Visconti (1967)
- La notte dei generali (The Night of the Generals), regia di Anatole Litvak (1967)
- Mayerling, regia di Terence Young (1968)
- Le dolcezze del peccato (Der turm der verbotenen liebe), regia di Franz Antel (1968)
- Vedo nudo, regia di Dino Risi (1969)
- Il clan di Hong Kong (Die jungen Tiger von Hongkong), regia di Ernst Hofbauer (1969)
- Il commissario Pepe, regia di Ettore Scola (1969)
- Per grazia ricevuta, regia di Nino Manfredi (1970)
- Aiuto! mi ama una vergine (Hilfe, mich liebt eine Jungfrau), regia di Arthur Maria Rabenalt (1970)
- Le avventure di Gerard (The Adventures of Gerard), regia di Jerzy Skolimowski (1970)
- La signora ha dormito nuda con il suo assassino (Ich schlafe mit menem morder), regia di Wolfgang Becker (1970)
- La supertestimone, regia di Franco Giraldi (1971)
- Storia di cinque Lolite (Die junge ausreisserinnen), regia di Walter Boss (1972)
- Il re della mala (Zinksärge für die Goldjungen), regia di Jurgen Roland (1972)
- La croce di ferro (Cross of Iron), regia di Sam Peckinpah (1977)
- Specchio per le allodole (Breakthrough), regia di Andrew V. McLaglen (1979)

## Doppiatrici italiane
- Annarosa Garatti in Vedo nudo
- Mirella Pace in Per grazia ricevuta, La supertestimone